# Suvobor
Suvobor (v srbské cyrilici Сувобор) je horský masiv v centrálním Srbsku. Nachází se v blízkosti měst Gornji Milanovac, Divčibare a Ljig. Je východním prodloužením pohoří Maljen a nejjižnější/nejvýchodnější částí řetězce horských masivů, které se táhnou od Loznici přes Valjevo až k řece Zapadna Morava.
Nejvyšší vrchol masivu činí 866 m n. m. Název hory v překladu označuje suchou borovici.
Vrchol Suvoboru je zalesněn, lesy však nejsou původní, ale byly vysázeny po druhé světové válce. Údolí řek a potoků, která směřují z vrcholku hory do údolí, jsou obrostlá dubovými lesy. Na svazích hory se nacházejí četné prameny; pramení zde potoky a řeky Dičina, Čemernica a další. Na úpatí Suvoboru se nachází také lázně Vrujci.
Jižně od vrcholu se nachází Suchá jeskyně. Horu tvoří především kámen peridotit.
V současné době je Suvobor turistickou destinací. Z Ljigu až na vrchol Suvoboru je vyznačena turistická trasa.

## Historie
V okolí masivů Suvobor a Rajac se odehrála Bitva na Kolubaře během srbské kampaně za první světové války. V druhé světové válce, především na jejím začátku (který byl na území bývalé Jugoslávie v roce 1941) byl Suvobor držen jednotkami četniků, resp. Jugoslávského vojska ve vlasti Dragoljuba Mihailoviće. Nedaleko od Suvoboru se nachází také Ravna gora, kde byl umístěn Mihailovićův štáb.
V roce 1943 se ve vesnici Ba u Suvoboru uskutečnil četnický Svatosávský sjezd.

## Galerie

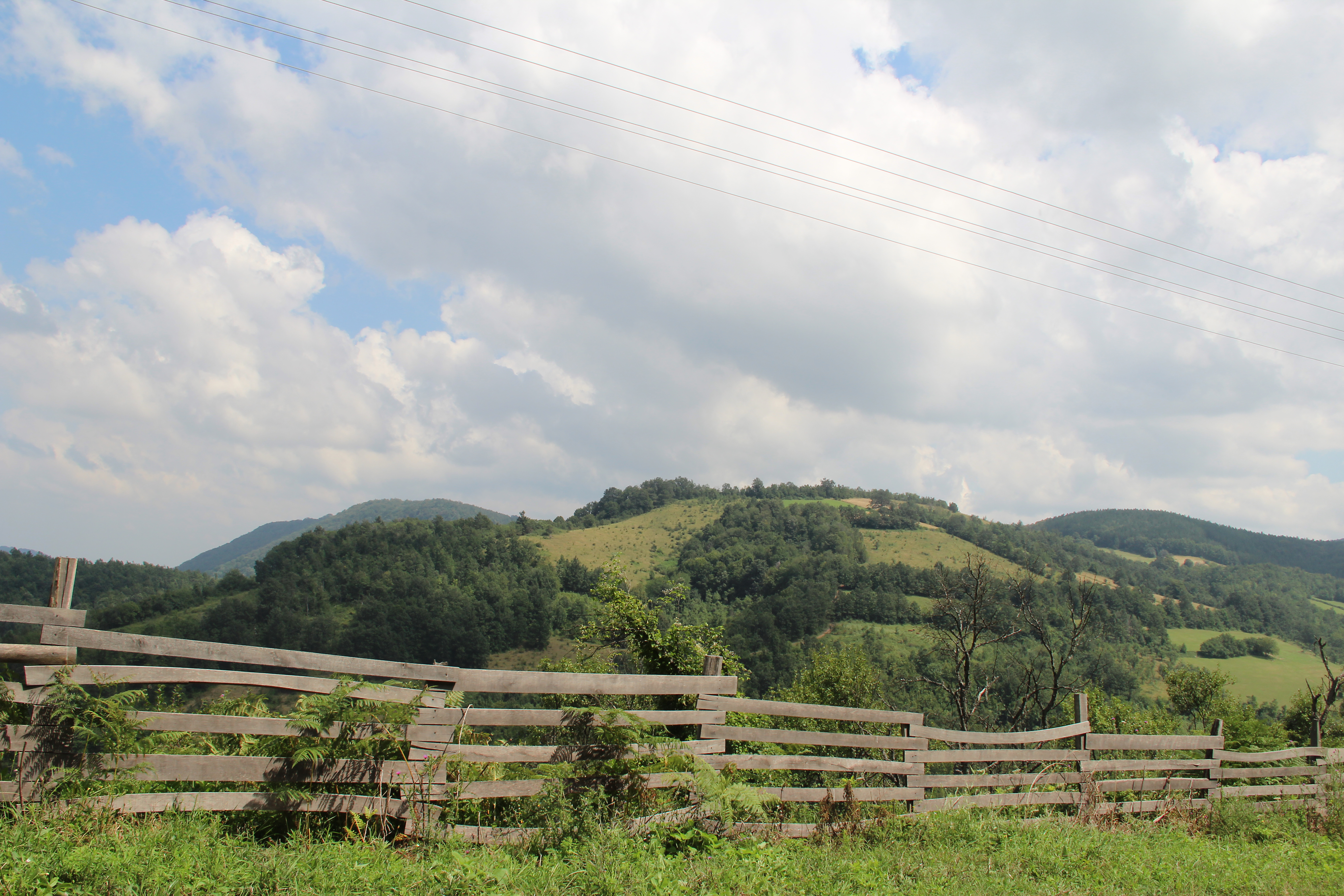
Severní část Suvoboru
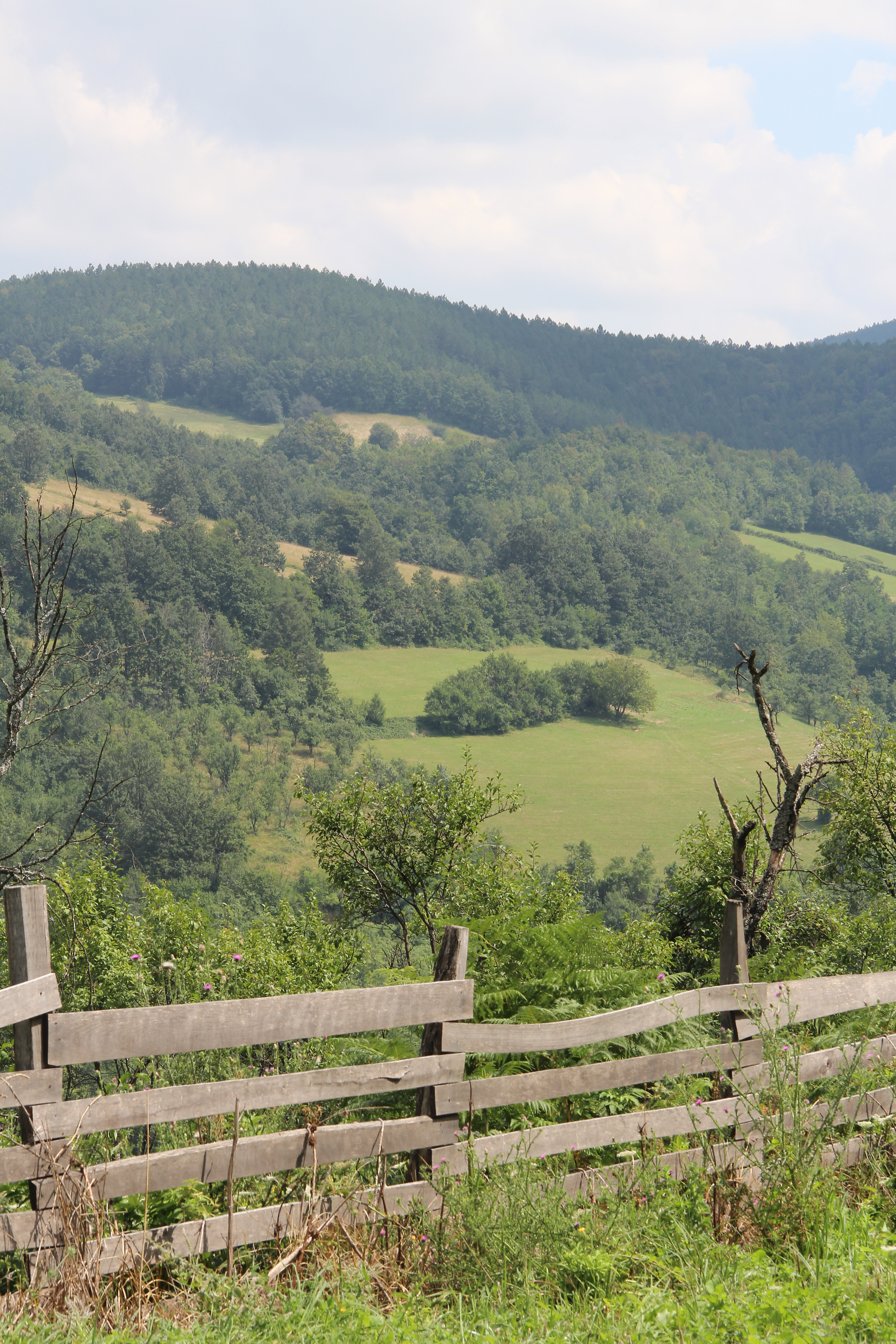
Severní část Suvoboru
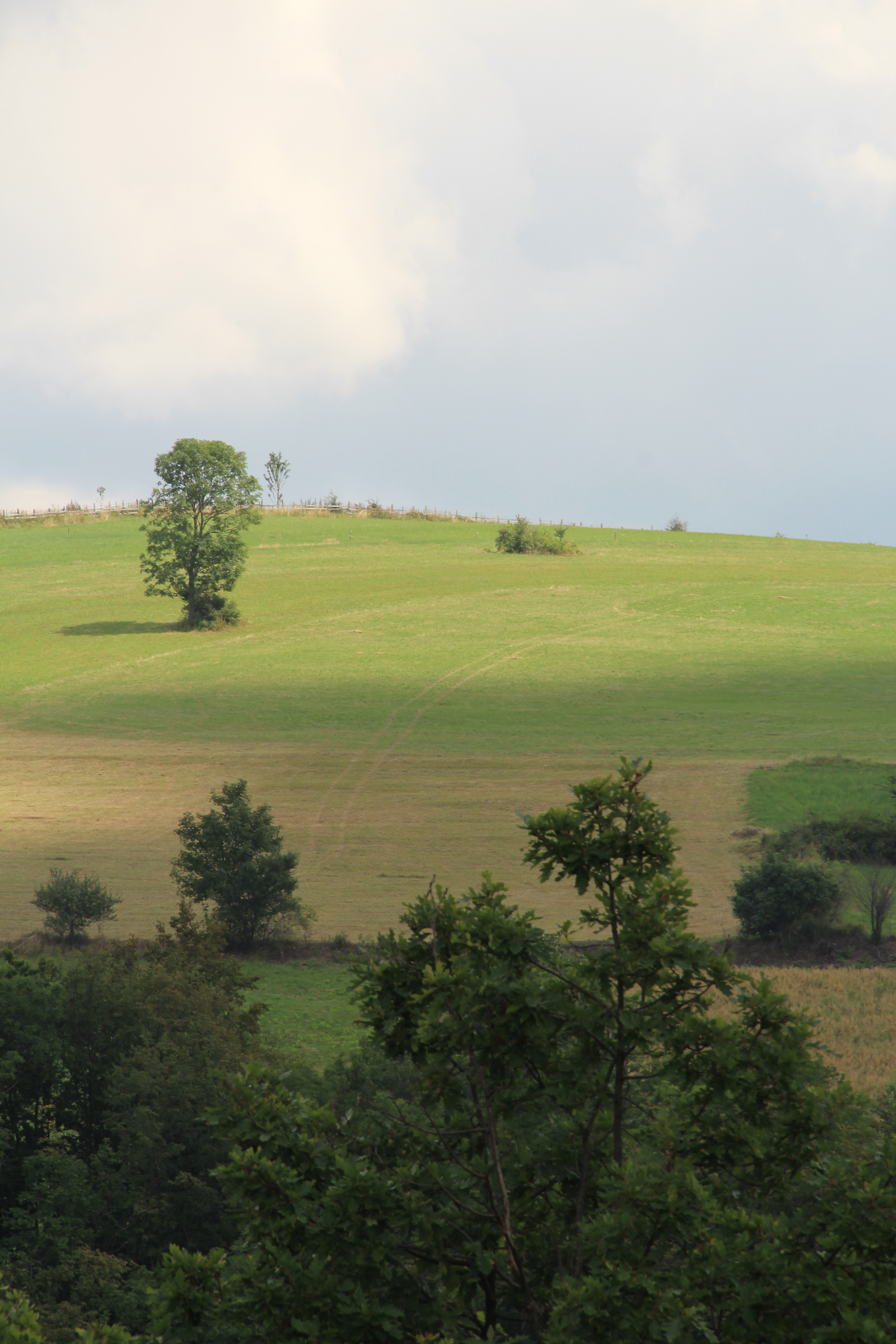
Severní část Suvoboru
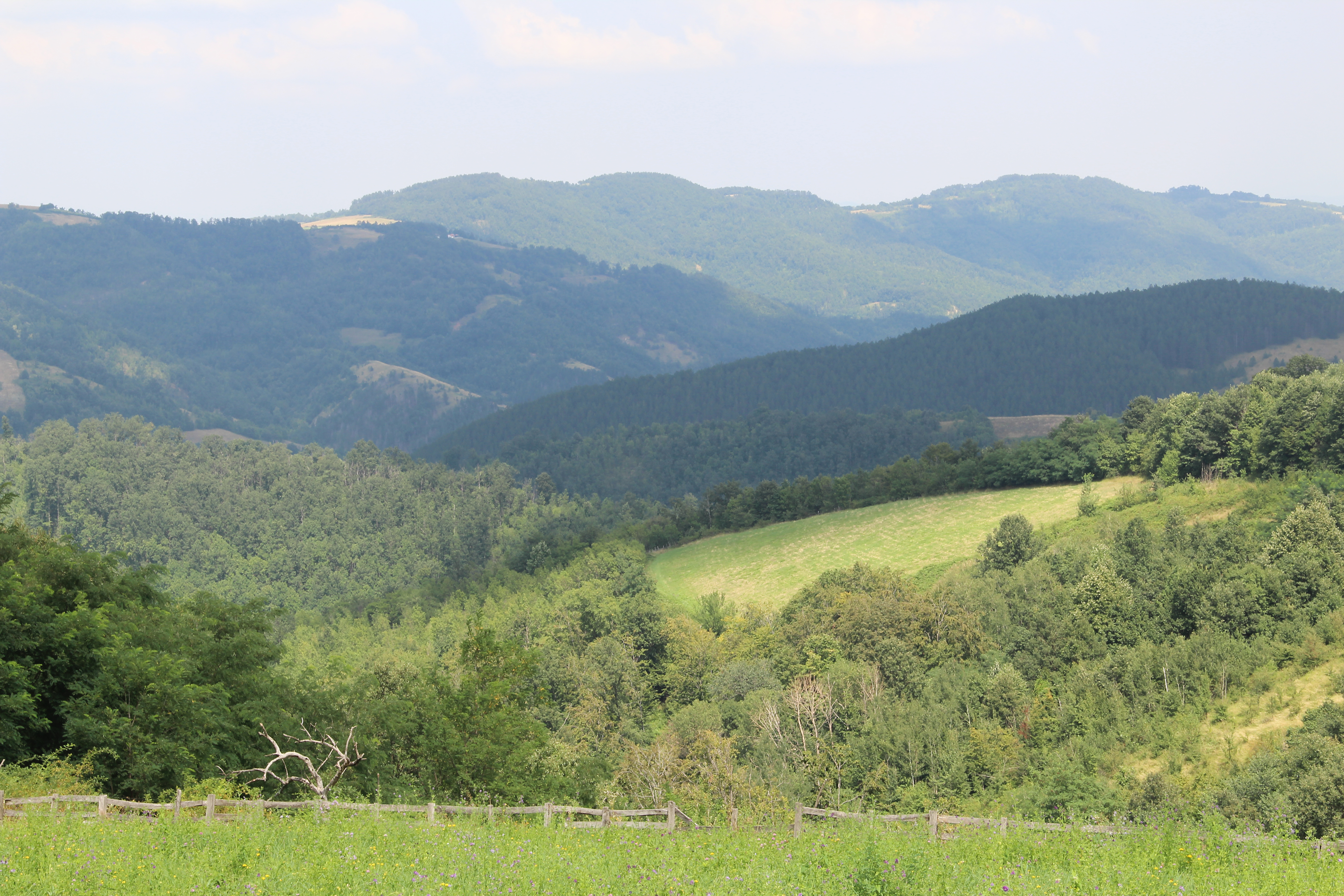
Severní část Suvoboru
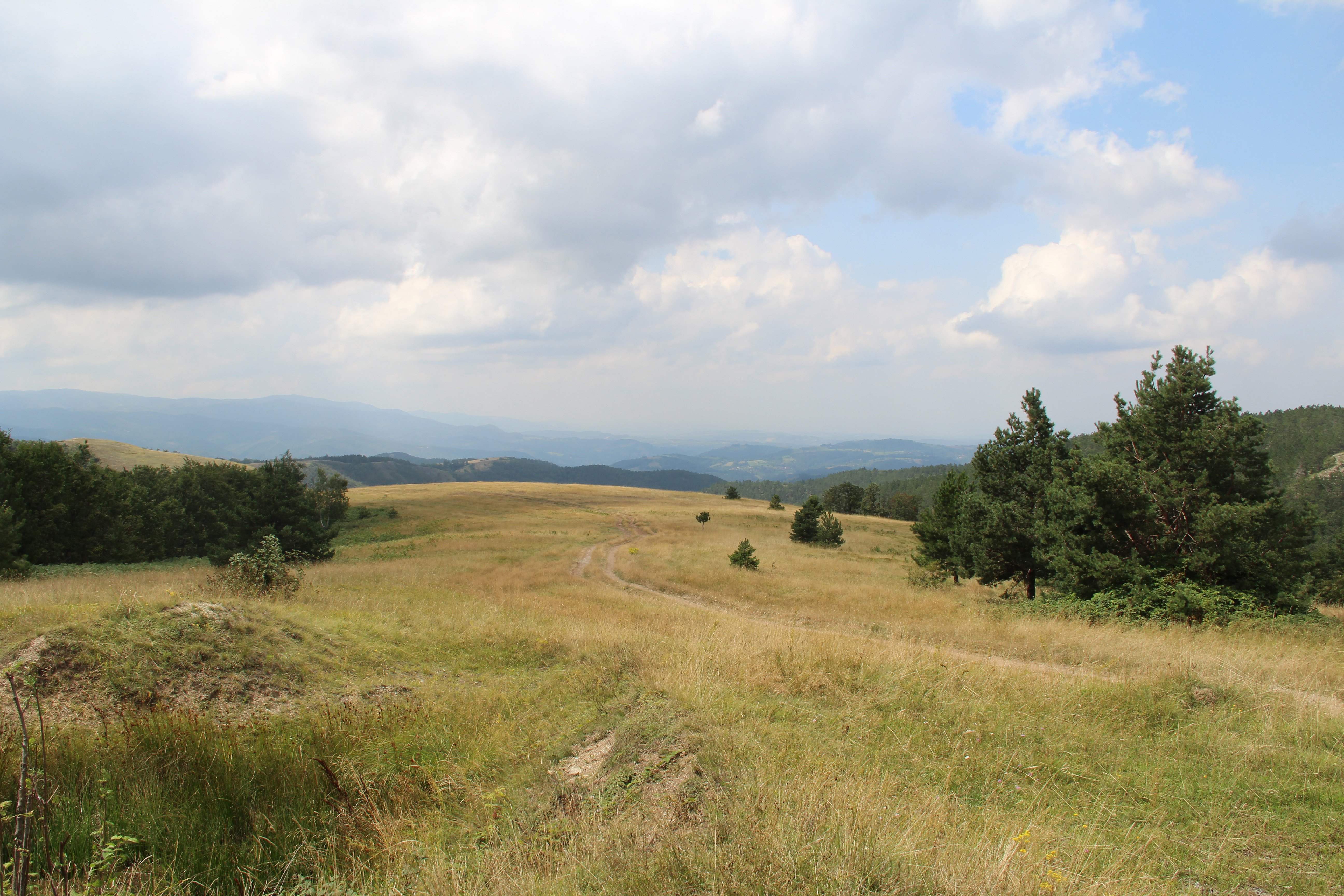
Jižní okraj Suvoboru, pohled k Maljenu.
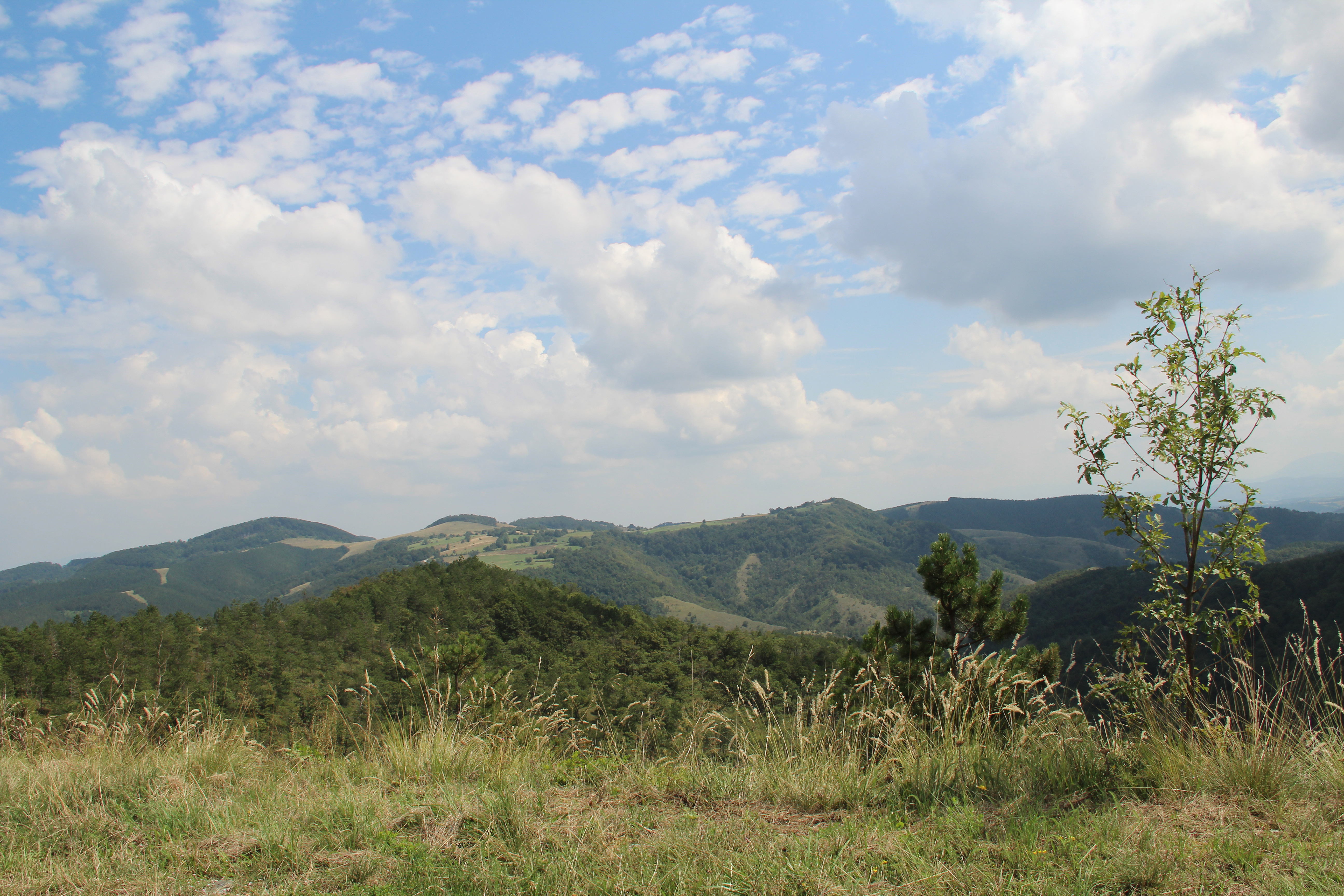
Jižní okraj Suvoboru, pohled k Maljenu.
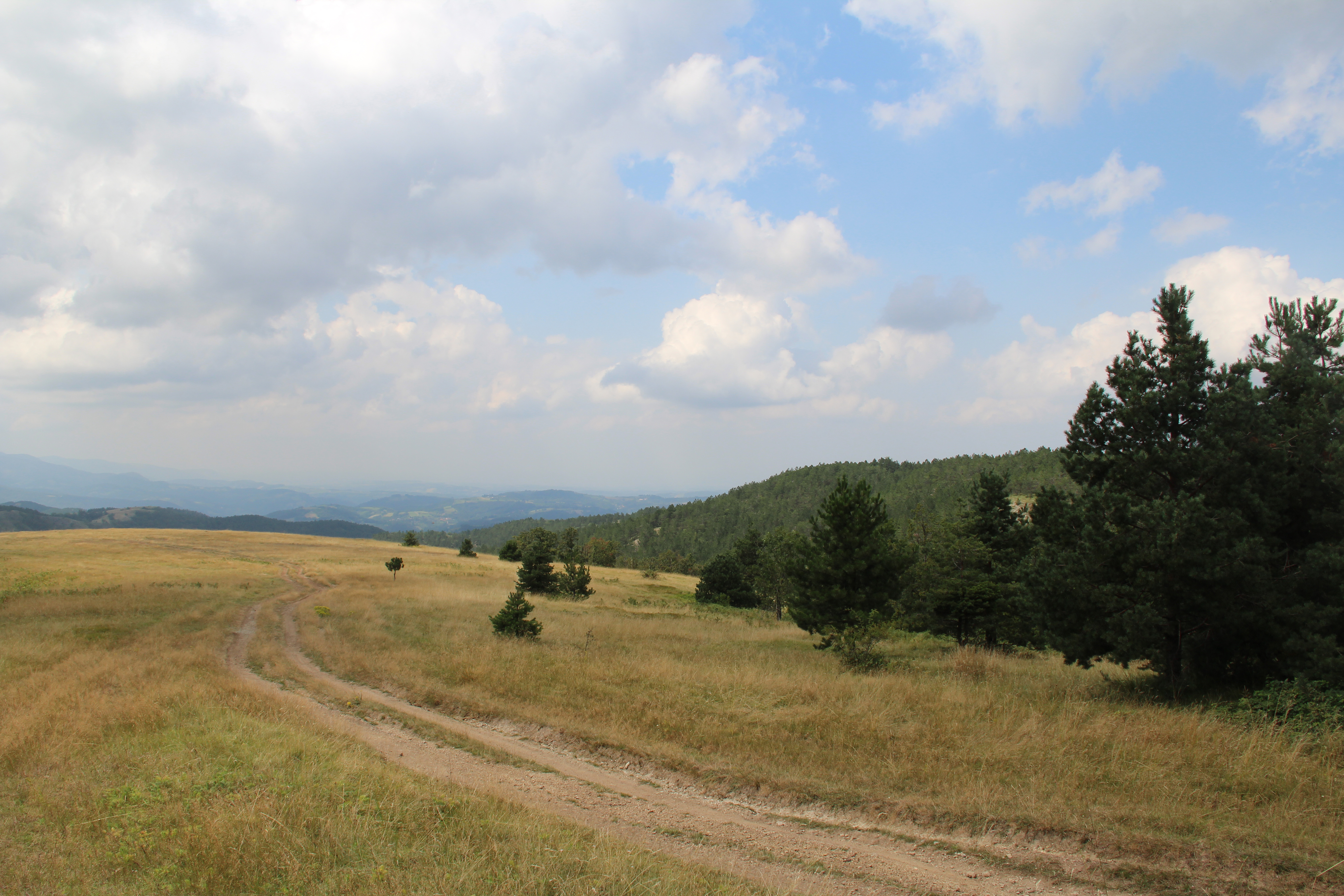
Jižní okraj Suvoboru, pohled k Maljenu.
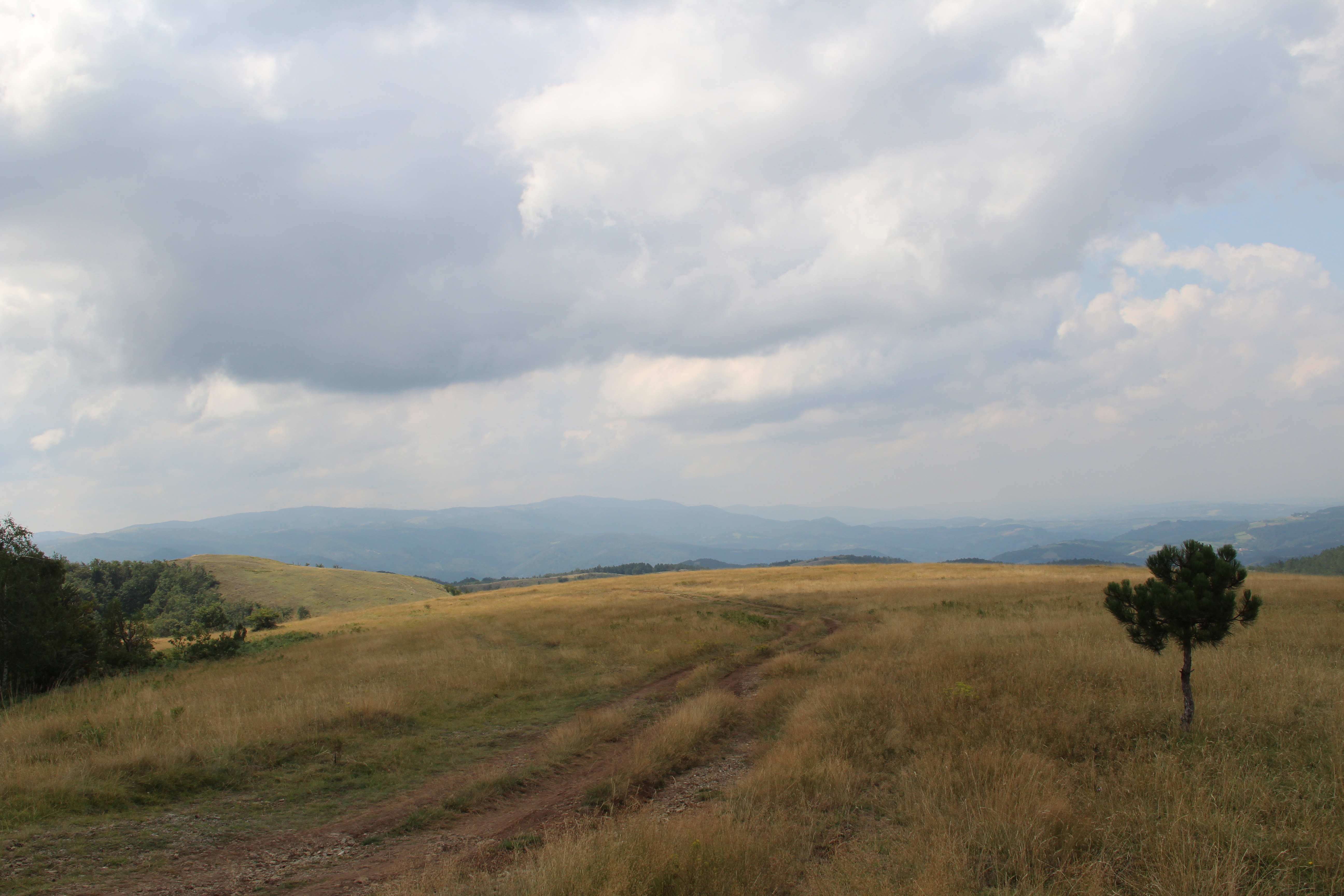
Jižní okraj Suvoboru, pohled k Maljenu.